# Беатрикс фон Берг
Беатрикс фон Берг (на немски: Beatrix von Berg; * 1360, Бург ан дер Вупер, днес част на Золинген; † 16 май 1395, Нойщат ан дер Вайнщрасе) от фамилията Юлих-Хаймбах, е чрез женитба курфюрстиня на Пфалц.

## Живот
Дъщеря е на Вилхелм II (1348 – 1408), херцог на Берг, и съпругата му Анна фон Пфалц (1346 – 1415), дъщеря на курфюрст Рупрехт II фон Пфалц, сестра на римско-немския крал Рупрехт. Тя е сестра на Рупрехт фон Берг (1365 – 1394), княз-епископ на Падерборн (1390 – 1394), Адолф (1370 – 1437), който през 1408 г. последва баща им като херцог на Берг, и на Вилхелм (1382 – 1428), княз-епископ на Падерборн (1402 – 1414).
През 1385 Беатрикс се омъжва за 75-годишния курфюрст Рупрехт I фон Пфалц (1309 – 1390) от род Вителсбахи. Тя е внучка на неговия племенник курфюрст Рупрехт II фон Пфалц. Тя е втората му съпруга. Бракът е бездетен.
Умира на 35-годишна възраст. Погребана е до нейния съпруг в църквата на Нойщат.
- Курфюрст Рупрехт I с двете му съпруги Елизабет от Намюр (в средата) и Беатрикс от Берг (дясно)
- Беатрикс фон Берг на нейната гробна плоча